# Föderation Islamischer Organisationen in Europa
Die Föderation Islamischer Organisationen in Europa, eigentlich „Federation of Islamic Organisations in Europe“ (FIOE) ist eine Dachorganisation islamischer Organisationen aus europäischen Staaten, die der internationalen Bewegung der Muslimbruderschaft zugerechnet wird.

## Aktivitäten
Die 1989 gegründete FIOE hat ihren Sitz in Markfield, Leicestershire, UK unter dem Dach der Islamic Foundation, einer Stiftung, die der islamistischen Jamaat-e-Islami von Maududi nahesteht. Erster Generalsekretär war Salah El-Din El Gafrawi, damaliger Präsident des Islamischen Konzil in Deutschland. 1992 war die FIOE an der Einrichtung des „Institut Européen des Sciences Humaines“ (IESH) in der Nähe von Château-Chinon (Burgund, Frankreich) sowie ähnlicher Institute in St. Denis (bei Paris, Frankreich) und Highmead (bei Llanybydder, West Wales, UK) beteiligt.
1996 gründete sich auf Initiative der FIOE der „Europäische Rat für Fatwa und Forschung“ (ECFR), dessen Vorsitzender Yusuf al-Qaradawi ist. Im gleichen Jahr gründete die FIOE auch mit der World Assembly of Muslim Youth (WAMY) und islamischen Jugendorganisationen aus verschiedenen europäischen Staaten das Forum of European Muslim Youth and Student Organizations (FEMYSO).
Die Organisation gibt das monatliche Magazin „Al-Europiya“ heraus, früher (1997) die arabischsprachige Publikation „Sawt Uruba“ („Die Stimme Europas“). Der Redakteur Ali Abu Shwaima ist Imam des Islamischen Zentrums Mailand.
Vorsitzender der FIOE ist Chakib ben Makhlouf, der Ahmed al-Rawi ablöste. Generalsekretär ist Emad Al-Banani; Vorstandsmitglied für „Relations“ ist Ibrahim El-Zayat.
Am 15. November 2014 veröffentlichte das Kabinett der Vereinigten Arabischen Emirate eine Liste mit 83 dem islamischen Terrorismus zuzurechnenden Organisationen, worunter auch die Föderation Islamischer Organisationen in Europa aufgeführt wird.

## Charta für die Muslime in Europa
Die FIOE hat seit 2000 eine „Charta für Europa“ diskutiert und ab 2002 mit maßgeblichem Einfluss des ECFR an einem französischen Entwurf gearbeitet.
Im Jahr 2002 wurde bereits in Deutschland eine umstrittene „Islamische Charta“ vom Zentralrat der Muslime in Deutschland veröffentlicht.
Im September 2006 veröffentlichte die FIOE die von ihren Mitgliedsorganisationen unterschriebene „Charta für die Muslime in Europa“.
Laut Generalsekretär Al-Banani ähnelt die Charta einer verbindlichen Verfassung für die Muslime in Europa, die die innerislamischen Beziehungen und auch die Beziehungen zwischen Muslimen und ihren europäischen Gesellschaften regelt. Er erwarte, dass die Charta einen Wendepunkt in den Beziehungen zwischen Europa und seinen Muslimen werde.
Der Text wurde jedoch in der europäischen Öffentlichkeit weitgehend ignoriert und selbst auf der von Qaradawi gegründeten Website islamonline als monologisch und lebensfern verworfen.
Im Dezember 2006 wurde ein „Vorschlag einer Charta für das Verstehen der Moslems“ mit gegenläufigen Schwerpunkten und Forderungen an muslimische Organisationen formuliert und im Europäischen Parlament eingebracht.
Auch dies fand wenig Interesse in der europäischen Öffentlichkeit.
Einen weiteren Versuch der FIOE, die Charta in die europäische Öffentlichkeit zu bringen, war am 10. Januar 2008 ihre Unterzeichnung in Brüssel durch „mehr als 400 muslimische Organisationen aus Europa“. In einer zweiten Phase sollten dann „nicht-muslimische Organisationen“ die Charta unterzeichnen.
Ein von der Zeitung Le Soir befragter Experte bezeichnete es als Non-Event, als wenig erfolgversprechenden Lobbyismus der von der Muslimbruderschaft beeinflussten FIOE.

## Finanzierung
Ein jährliches Budget von ca. 400.000 Euro soll die Organisation finanzieren.
1996 richtete die FIOE dafür mit dem „European Trust“ eine Stiftung ein, die auch Stipendien für islamische Bildungseinrichtungen vergab. Es wird geschätzt, dass zwei Drittel der finanzierenden Spenden aus der Golfregion kommen. FIOE-Funktionär El-Zayat ist Vorstandsmitglied des „European Trust“ sowie Deutschlandrepräsentant der finanzkräftigen saudischen WAMY.
Auf Recherchen der britischen Kommission für Hilfsorganisationen im Jahr 2004 hin änderte der European Trust seine öffentlichen Erklärungen zu Verbindungen mit der FIOE und stellt sich heute als unabhängig dar.
In der Schweiz bezog ein Angestellter der FIOE mittels falscher Lohnabrechnungen über nur 2429 statt 3500 Franken monatlich unrechtmäßig Sozialhilfe in Höhe von insgesamt 81.353 Franken.

## Mitgliedsorganisationen
- Union des organisations islamiques de France (UOIF), Frankreich
- Muslim Association of Britain (MAB), Großbritannien
- Islamische Gemeinschaft in Deutschland e. V.
- Ligue des Musulmans de Suisse (LMS)[21] Schweiz
- Muslim Studenten Vereinigung in Deutschland e. V.
- Associazione della cultura ed educazione islamica in Italia (ACEI), Italien
- Islamiska Forbundet i Sverige (IFIS), Schweden
- Danish Islamic Council, Dänemark
- Liga van de islamitische Gemeenschap in Nederland (L. I. G. N.), Niederlande
- Union de organizaciones islamicas en Espana, Spanien
- Muslim Association in Finland, Finnland
- Liga islamica si culturala – Romania, Rumänien
- Assalam, Republik Moldau
- Sanabul Society, Nordmazedonien
- Hikmah Society for education, friendship & cooperation, Türkei
- Muslim society of qualification & culture Poland, Polen
- Ligue islamique interculturelle de Belgique, Belgien
- The arab hellenic civilised cultural centre, Griechenland
- Islamische Liga der Kultur, Österreich
- Iszlam kultur-egyesulet, Ungarn
- Svaz muslimskych studentu v cr (VSMS), Tschechien
- Asocijacija za kulturu, Obrazovanje i sport (AKOS), Bosnien-Herzegowina
- Muslim Association of Ireland (MAI), Irland
- Unione delle comunità e organizzazioni islamiche in Italia (UCOII), Italien
- Sveriges Muslimska Råd (SMR), Schweden[22]

Nach Angaben von FIOE-Vorstandsmitglied Ayman Sayed Ahmed Aly gibt es Mitgliedsorganisationen in insgesamt 27 europäischen Ländern.